# Jakob Zuberbühler
Jakob Zuberbühler-Doderer (* 1. März 1840 in Waldstatt; † 21. August 1904 in Zurzach; heimatberechtigt in Waldstatt, Zürich und Zurzach) war ein Schweizer Textilindustrieller, Mäzen und Gründer der Stickerei- und Weisswarennäherei Zuberbühler & Cie. Er war der Bauherr des Schlosses Zurzach, bis 1978 als Villa Himmelrych bekannt. Zwischen 1884 und 1889 war er Grossrat des Kantons Aargau.

## Leben
Jakob Zuberbühler wurde am 1. März 1840 in bescheidenen, kleinbäuerlichen Verhältnissen in Waldstatt geboren. Mit kaum vorhandener Schulbildung begann er früh als Handelsreisender zu arbeiten und die Produkte seiner älteren Schwester, die eine kleine Stickerei gegründet hatte, zu vertreiben. Mit der Appenzeller Stickerei expandierte er bald in den Aargau, zunächst nach Baden und dann 1872 nach Zurzach, wo er die Firma Zuberbühler & Cie., zunächst J. Zuberbühler, gründete. Innerhalb weniger Jahre entwickelte sich die Unternehmung zu einem Grossbetrieb, der 1904 rund 1000 Mitarbeiter hatte. Die Stickerei- und Weisswarennäherei gehörte zu den wichtigsten Arbeitgebern der Region. Bereits 1876 liess er eine Kranken- und Unfallversicherung einrichten und betätigte sich im sozialen Wohnungsbau für seine Arbeiter und Angestellten. Um 1900 stiess seiner Firmengruppe eine Schuhfabrik, die nachmalige Odermatt & Cie., hinzu.
1869 heiratete er die aus Württemberg stammende Kaufmannstochter Karolina Bertha Doderer. Sie hatten fünf Kinder: Walter Zuberbühler, Blanca Attenhofer-Zuberbühler, Leonie Zuberbühler, Alice Mathilde Zuberbühler und Antonia Else Zuberbühler. Die Firma Zuberbühler & Cie. wurde 1952 liquidiert.